# Campionati africani di atletica leggera 2014 - 400 metri piani maschili
La specialità dei 400 metri piani maschili ai Campionati africani di atletica leggera di Marrakech 2014 si è svolta l'10 e 12 agosto 2014 allo Stade de Marrakech in Marocco.
La gara è stata vinta dal botswano Isaac Makwala.

## Risultati

### Batterie
Qualificazione: i primi 3 atleti di ogni batterie (Q) e quelli con i successivi 4 tempi più veloci degli esclusi (q) si qualificano in semifinale.
| Class | Gruppo | Atleta                | Nazione        | Tempo | Note   |
| ----- | ------ | --------------------- | -------------- | ----- | ------ |
| 1     | 4      | Isaac Makwala         | Botswana       | 45.87 | Q      |
| 2     | 4      | Savior Kombe          | Zambia         | 46.07 | Q      |
| 3     | 3      | Pako Seribe           | Botswana       | 46.12 | Q      |
| 4     | 3      | Boniface Mucheru      | Kenya          | 46.58 | Q      |
| 5     | 1      | Wayde van Niekerk     | Sudafrica      | 46.78 | Q      |
| 5     | 2      | Onkabetse Nkobolo     | Botswana       | 46.78 | Q      |
| 7     | 1      | Gyles Afoumba         | Rep. del Congo | 46.80 | Q      |
| 8     | 1      | Kenenisa Hailu        | Etiopia        | 46.82 | Q      |
| 9     | 2      | Noah Akwu             | Nigeria        | 46.88 | Q      |
| 10    | 2      | Haji Turie            | Etiopia        | 46.90 | Q      |
| 11    | 2      | Mark Mutai            | Kenya          | 46.93 | q      |
| 12    | 4      | Younés Belkaifa       | Marocco        | 46.96 | Q      |
| 13    | 3      | Mohamed Khwaja        | Libia          | 46.98 | Q      |
| 14    | 4      | Daniel Gyasi          | Ghana          | 47.07 | q      |
| 15    | 1      | Kwadwo Acheampong     | Ghana          | 47.08 | q      |
| 15    | 4      | Denis Opio            | Uganda         | 47.08 | q      |
| 17    | 3      | Isah Salihu           | Nigeria        | 47.12 |        |
| 18    | 3      | Emmanuel Mwewa        | Zambia         | 47.26 |        |
| 19    | 2      | Diakalia Bamba        | Mali           | 47.31 |        |
| 20    | 1      | Solomon Buoga         | Kenya          | 47.41 |        |
| 21    | 4      | Abdulsalam Abutorkia  | Libia          | 48.07 |        |
| 22    | 3      | Gebra Galcha          | Etiopia        | 48.24 |        |
| 23    | 1      | Cephas Nyimbili       | Zambia         | 48.67 |        |
| 24    | 3      | Mustapha Ghizlane     | Marocco        | 49.51 |        |
| 25    | 3      | Yonas Amanuel         | Eritrea        | 51.49 |        |
| 26    | 2      | Alseny Conde          | Guinea         | 51.76 |        |
| dq    | 1      | Robert Simmons        | Nigeria        | dq    | R162.6 |
| dns   | 4      | Rodwell Leroy Ndhlovu | Zimbabwe       | dns   |        |

### Semifinali
Qualificazione: i primi 3 atleti di ogni batterie (Q) e quelli con i successivi 2 tempi più veloci degli esclusi (q) si qualificano in finale.
| Class | Gruppo | Nome              | Nazione        | Tempo | Note |
| ----- | ------ | ----------------- | -------------- | ----- | ---- |
| 1     | 2      | Isaac Makwala     | Botswana       | 45.58 | Q    |
| 2     | 1      | Pako Seribe       | Botswana       | 45.62 | Q    |
| 3     | 2      | Savior Kombe      | Zambia         | 45.74 | Q    |
| 4     | 2      | Noah Akwu         | Nigeria        | 45.86 | Q    |
| 5     | 2      | Mohamed Khwaja    | Libia          | 46.28 | q    |
| 6     | 1      | Boniface Mucheru  | Kenya          | 46.38 | Q    |
| 7     | 1      | Daniel Gyasi      | Ghana          | 46.65 | Q    |
| 8     | 2      | Wayde van Niekerk | Sudafrica      | 46.67 | q    |
| 9     | 2      | Mark Mutai        | Kenya          | 46.77 |      |
| 10    | 1      | Haji Turie        | Etiopia        | 46.90 |      |
| 11    | 1      | Younés Belkaifa   | Marocco        | 47.07 |      |
| 12    | 1      | Gyles Afoumba     | Rep. del Congo | 47.09 |      |
| 13    | 2      | Kwadwo Acheampong | Ghana          | 47.86 |      |
| 14    | 2      | Kenenisa Hailu    | Etiopia        | 48.79 |      |
| dnf   | 1      | Onkabetse Nkobolo | Botswana       | dnf   |      |
| dns   | 1      | Denis Opio        | Uganda         | dns   |      |

### Finale
| Class   | Corsia | Nome              | Nazione   | Tempo | Note                  |
| ------- | ------ | ----------------- | --------- | ----- | --------------------- |
| Oro     | 4      | Isaac Makwala     | Botswana  | 44.23 | Record dei campionati |
| Argento | 2      | Wayde van Niekerk | Sudafrica | 45.00 |                       |
| Bronzo  | 3      | Boniface Mucheru  | Kenya     | 45.07 |                       |
| 4       | 5      | Savior Kombe      | Zambia    | 45.27 |                       |
| 5       | 1      | Mohamed Khwaja    | Libia     | 45.40 |                       |
| 6       | 6      | Pako Seribe       | Botswana  | 45.50 |                       |
| 7       | 7      | Noah Akwu         | Nigeria   | 46.40 |                       |
| 8       | 8      | Daniel Gyasi      | Ghana     | 46.94 |                       |